# Drapeau de La Concha
 (décembre 2021).

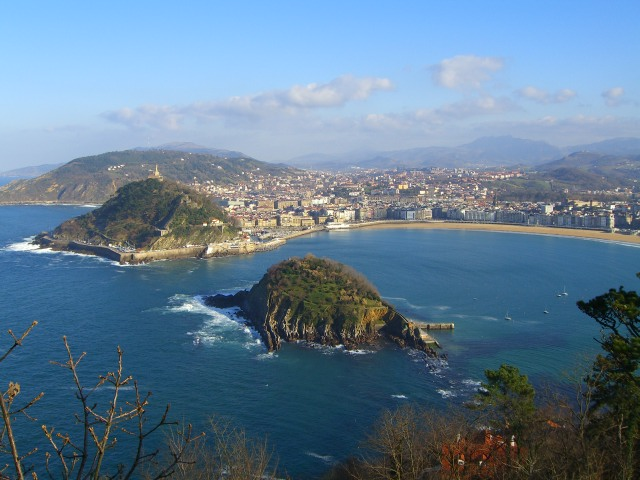
La Kontxa

La Kontxako Bandera ou Bandera de La Concha (littéralement "drapeau de la Concha") est la plus populaire et la plus vieille régate annuelle de traînières ou estropada (avirons de mer).
Elle se déroule à Saint-Sébastien au Pays basque espagnol dans la fameuse "Concha" ou "Kontxa" (baie de Saint-Sébastien).
Cette compétition se déroule durant les deux premiers week-ends de septembre et attire des foules de plus de 100 000 personnes avec la participation d'environ une vingtaine d'équipes (toutes les équipes de la Ligue San Miguel sont invités ainsi que certaines autres équipes d'autres ligues mineures).
Elle est considérée comme la plus prestigieuse des compétitions de traînières de la saison, bien que ne comptant pas pour la ligue San Miguel, le championnat principal de traînières.
En galicien, elle est dénommée Bandeira da Cuncha.

## Historique

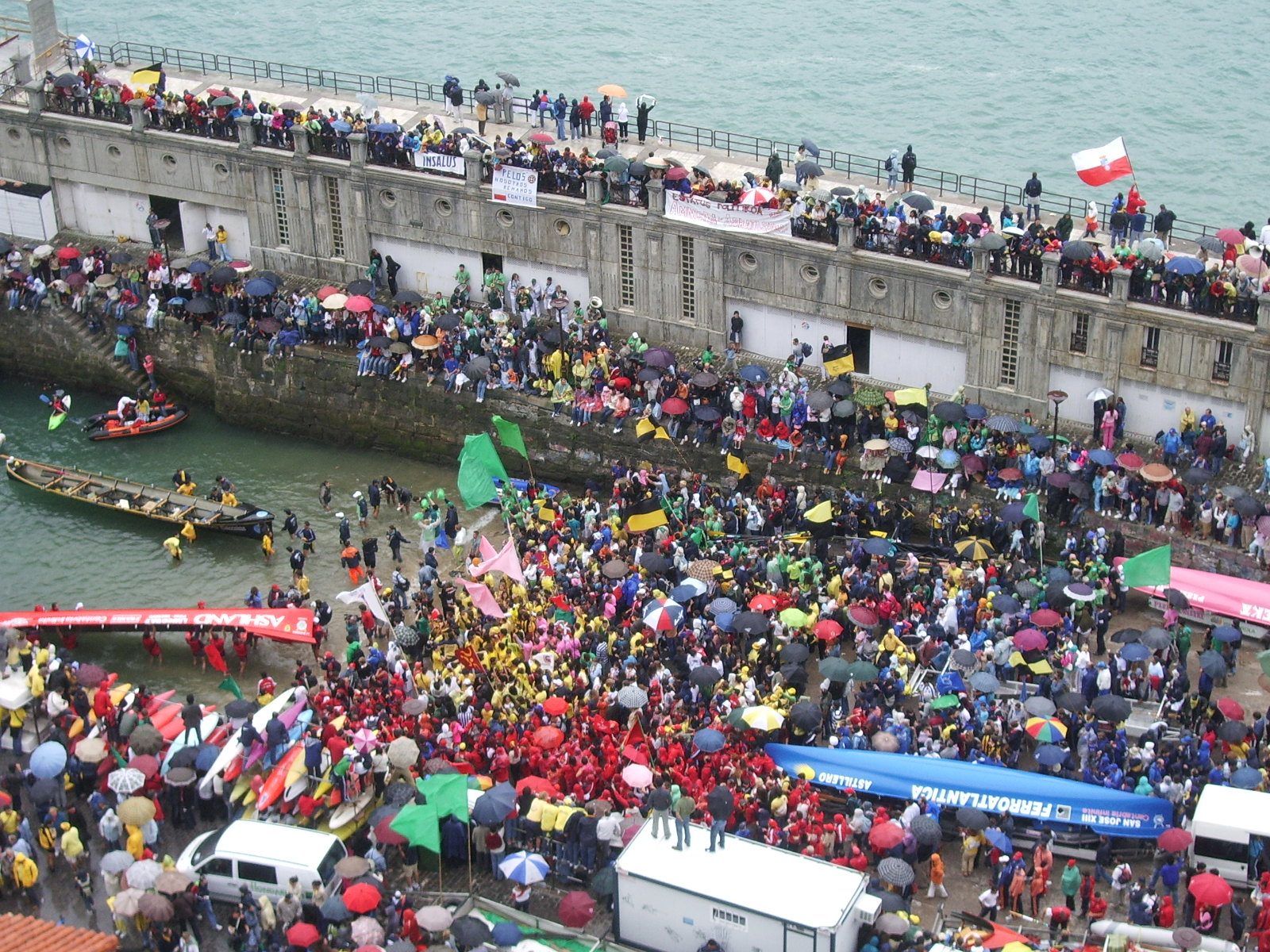
Les gagnants de la Kontxako Bandera en 2005

Les Estropadak sont des régates très populaires, principalement sur la côte cantabrique. Chaque équipage est composé de treize rameurs et d'un barreur, qui fait face à ses équipiers. Les bateaux sont appelés traineru (« trainière » en français). À l'origine, c'était des bateaux de pêche à la sardine ou l'anchois, qui aujourd'hui sont transformés en véritables bateaux de course.
Il s'agit de la plus importante compétition dans le golfe de Gascogne qui a lieu les deux premiers dimanches de septembre, avec les meilleures équipes qui compétitionnent les unes contre les autres durant la saison. La première course de la Kontxako Bandera s'est tenue en 1879 et, mise à part quelques années durant des périodes de guerre, la compétition s'est déroulée chaque année.
Les équipes doivent parcourir trois milles nautiques jusqu'à une bouée, tourner autour de cette dernière (ciaboga en castillan, ziaboga en basque) et revenir à la ligne de départ. Ainsi, au lieu de quatre longueurs normalement, les équipes parcourent seulement deux longueurs dans cette course.
La compétition se compose toujours de deux courses entre huit finalistes. Pour être admissibles, toutes les équipes prennent part à une course contre la montre durant le premier week-end. Les sept meilleurs vont être qualifié pour la finale le week-end suivant. La huitième équipe est toujours celle de la ville hôte et elle est qualifiée automatiquement. En finale, les huit équipes font la course en deux groupes de quatre et ce, sur la même distance.
Par exemple, dans la course de 2007, il y avait 21 équipes participantes :
| Équipes         | Temps à la bouée | Temps à l'arrivée |
| --------------- | ---------------- | ----------------- |
| Fontarrabie     | 11 min 12 s      | 20 min 56 s       |
| Urdaibai        | 11 min 15 s      | 20 min 58 s       |
| Zarautz         | 11 min 15 s      | 21 min 00 s       |
| Orio            | 11 min 04 s      | 21 min 02 s       |
| Castro-Urdiales | 11 min 18 s      | 21 min 09 s       |
| Pedreña         | 11 min 15 s      | 21 min 09 s       |
| Tirán           | 11 min 16 s      | 21 min 10 s       |
| Pasai San Pedro | 11 min 25 s      | 21 min 19 s       |
| Zumaia          | 11 min 31 s      | 21 min 20 s       |
| Laredo          | 11 min 16 s      | 21 min 26 s       |
| Getaria         | 11 min 32 s      | 21 min 43 s       |
| Pasai Donibane  | 11 min 40 s      | 21 min 50 s       |
| Arkote          | 11 min 34 s      | 21 min 54 s       |
| Isuntza         | 11 min 42 s      | 21 min 54 s       |
| Mecos           | 11 min 43 s      | 21 min 55 s       |
| Cabo da Cruz    | 11 min 43 s      | 21 min 56 s       |
| Sestao          | 11 min 43 s      | 21 min 57 s       |
| Ondarroa        | 11 min 56 s      | 22 min 08 s       |
| Camargo         | 11 min 51 s      | 22 min 17 s       |
| Hernani         | 12 min 46 s      | 23 min 44 s       |
| Urki            | 12 min 48 s      | 23 min 49 s       |

Les sept meilleurs allèrent en finale et Orio gagna avec un temps de 19 min 16 s 68.

## Statistiques
- Les meilleures équipes dans la Kontxako Bandera sont Orio (31 drapeaux), Pasai San Pedro (15 drapeaux), Donostia et Hondarribia (14 drapeaux chacun) et Pasai Donibane (10 drapeaux).
- Les temps les plus rapides ont été réalisées par Castro Urdiales (18 min 59 s 94 en 2006) et El Astillero (19 min 05 s 02 et 19 min 09 s 10 en 2006 à 2005)

## Équipes gagnantes

### De 1879 à 1900

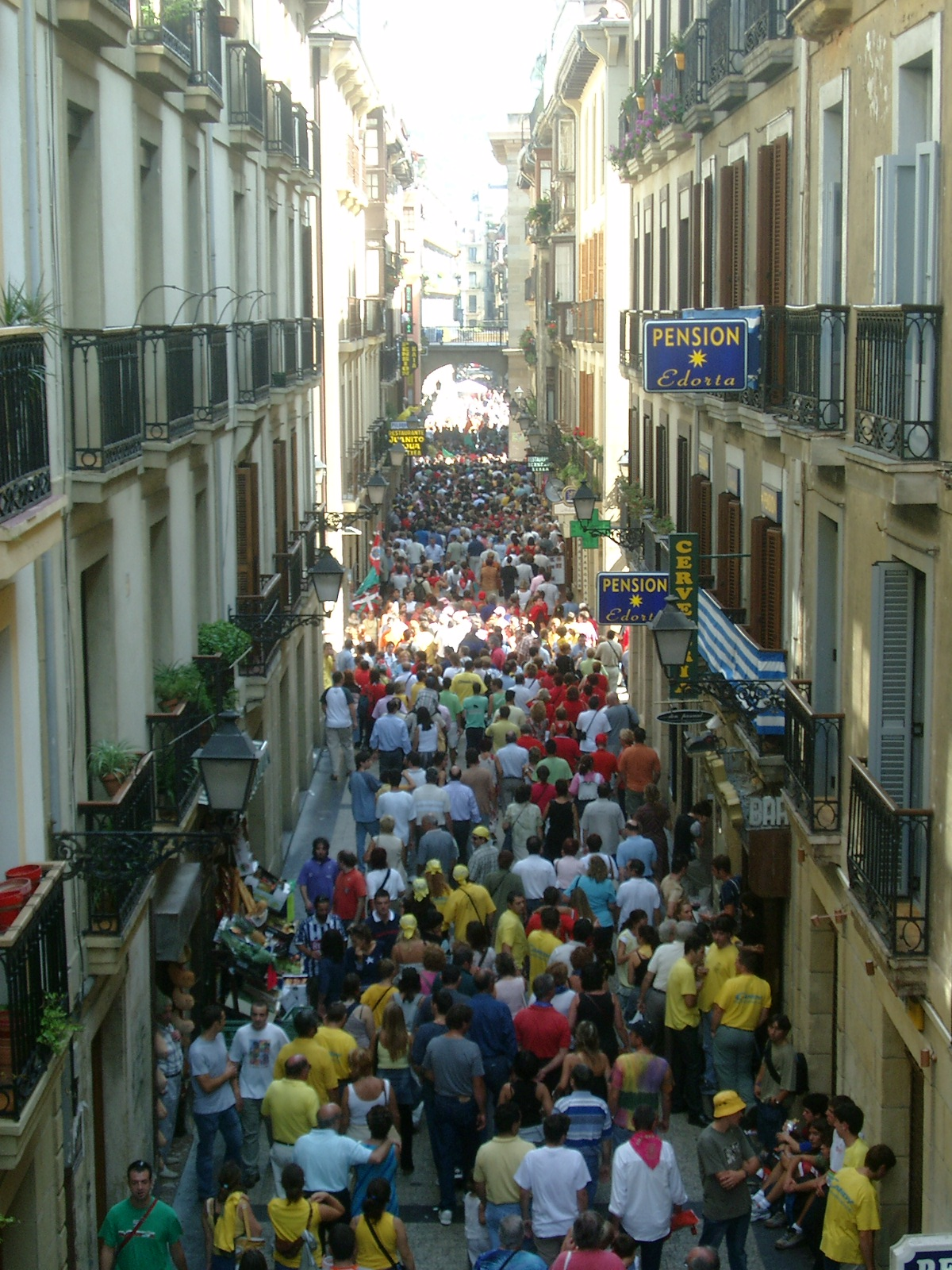
La foule dans la vieille ville le jour de la compétition

1. 1879 Saint-Sébastien (C.R.O. Donostia Arraun Lagunak)
2. 1880 Pasai San Pedro
3. 1881 Hondarribia
4. 1882 -
5. 1883 Saint-Sébastien (C.R.O. Donostia Arraun Lagunak)
6. 1884 -
7. 1885 -
8. 1886 -
9. 1887 Saint-Sébastien (C.R.O. Donostia Arraun Lagunak)
10. 1888 -
11. 1889 Saint-Sébastien (C.R.O. Donostia Arraun Lagunak)
12. 1890 Saint-Sébastien (C.R.O. Donostia Arraun Lagunak)
13. 1891 Saint-Sébastien (C.R.O. Donostia Arraun Lagunak)
14. 1892 Saint-Sébastien (C.R.O. Donostia Arraun Lagunak)
15. 1893 -
16. 1894 Saint-Sébastien (C.R.O. Donostia Arraun Lagunak)
17. 1895 Getaria
18. 1896 Getaria
19. 1897 Saint-Sébastien (C.R.O. Donostia Arraun Lagunak)
20. 1898 Ondarroa
21. 1899 Pasai San Pedro
22. 1900 Getaria

### XXesiècle
1. 1901 Orio (Orio Arraun Elkartea)
2. 1902 -
3. 1903 Getaria
4. 1904 -
5. 1905 -
6. 1906 Pasai San Pedro
7. 1907 -
8. 1908 -
9. 1909 Orio (Orio Arraun Elkartea)
10. 1910 Orio (Orio Arraun Elkartea)
11. 1911 Getaria
12. 1912 -
13. 1913 -
14. 1914 -

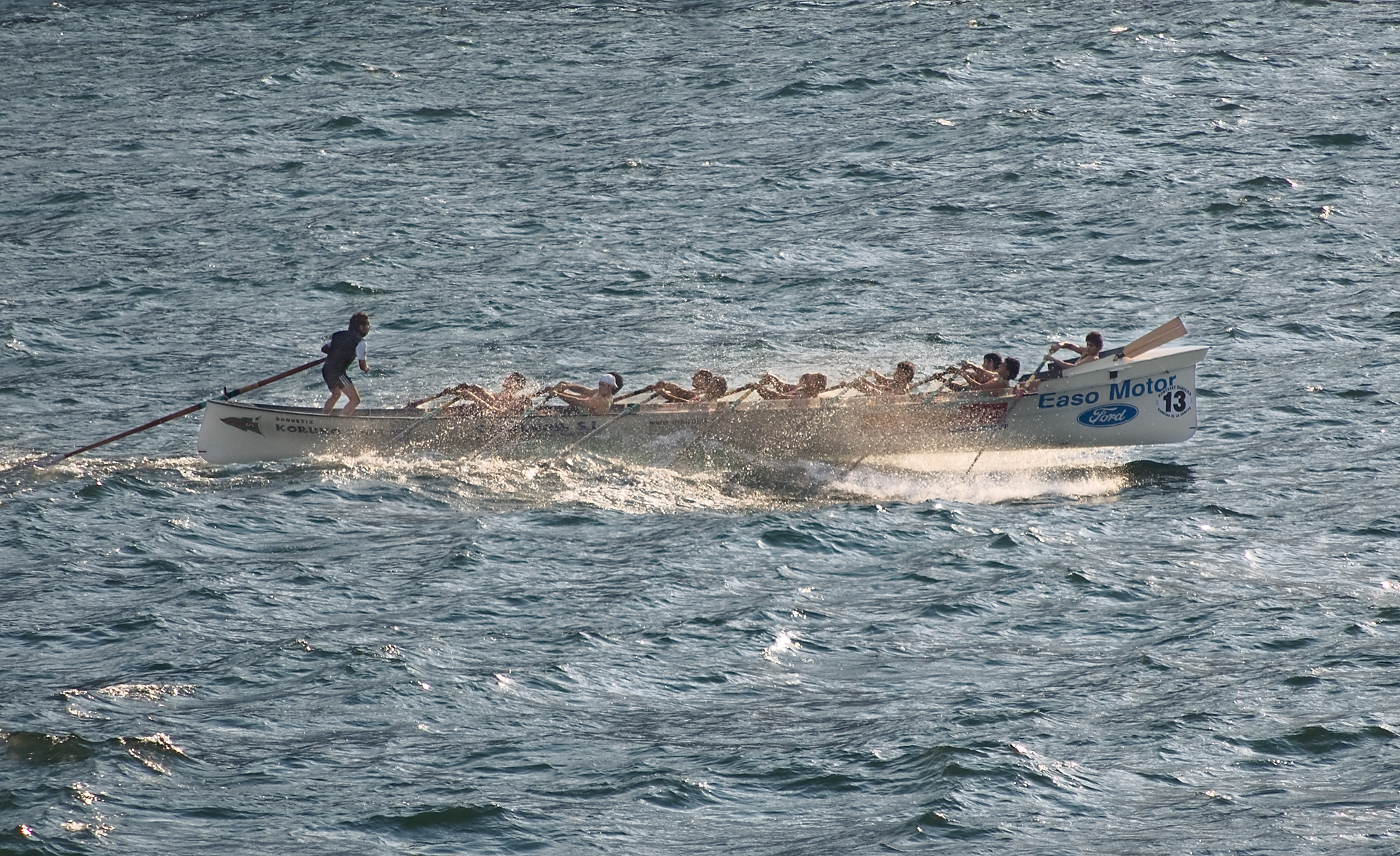
Une traineru durant la course

15. 1915 Saint-Sébastien (C.R.O. Donostia Arraun Lagunak)
16. 1916 Orio (Orio Arraun Elkartea)
17. 1917 Pasai San Pedro
18. 1918 Saint-Sébastien (C.R.O. Donostia Arraun Lagunak)
19. 1919 Orio (Orio Arraun Elkartea)
20. 1920 Saint-Sébastien (C.R.O. Donostia Arraun Lagunak)
21. 1921 Pasaia (La Unión)
22. 1922 Saint-Sébastien (C.R.O. Donostia Arraun Lagunak)
23. 1923 Orio (Orio Arraun Elkartea)
24. 1924 Pasai Donibane
25. 1925 Orio (Orio Arraun Elkartea)
26. 1926 Ondarroa
27. 1927 Pasai San Pedro
28. 1928 Pasai San Pedro
29. 1929 Pasai San Pedro
30. 1930 Pasai San Pedro
31. 1931 Pasai San Pedro
32. 1932 Pasai San Pedro
33. 1933 Orio (Orio Arraun Elkartea)
34. 1934 Orio (Orio Arraun Elkartea)
35. 1935 Pasai San Pedro
36. 1936 -
37. 1937 -
38. 1938 -
39. 1939 Orio (Orio Arraun Elkartea)
40. 1940 Orio (Orio Arraun Elkartea)
41. 1941 Hondarribia
42. 1942 Orio (Orio Arraun Elkartea)
43. 1943 Hondarribia
44. 1944 Orio (Orio Arraun Elkartea)
45. 1945 Pedreña
46. 1946 Pedreña
47. 1947 Hondarribia
48. 1948 Hondarribia
49. 1949 Pedreña
50. 1950 Saint-Sébastien (C.R.O. Donostia Arraun Lagunak)
51. 1951 Orio (Orio Arraun Elkartea)
52. 1952 Orio (Orio Arraun Elkartea)
53. 1953 Orio (Orio Arraun Elkartea)
54. 1954 Sestao (Iberia)
55. 1955 Orio (Orio Arraun Elkartea)
56. 1956 Pasai Donibane
57. 1957 Aginaga
58. 1958 Orio (Orio Arraun Elkartea)
59. 1959 Sestao (Iberia)
60. 1960 Aginaga
61. 1961 Pasai Donibane
62. 1962 Pasai Donibane
63. 1963 Pasai Donibane
64. 1964 Orio
65. 1965 Hondarribia
66. 1966 Hondarribia
67. 1967 Hondarribia
68. 1968 Hondarribia
69. 1969 Lasarte
70. 1970 Orio (Orio Arraun Elkartea)
71. 1971 Orio (Orio Arraun Elkartea)
72. 1972 Orio (Orio Arraun Elkartea)
73. 1973 Lasarte
74. 1974 Orio (Orio Arraun Elkartea)
75. 1975 Orio (Orio Arraun Elkartea)
76. 1976 Pedreña
77. 1977 Santurtzi
78. 1978 Kaiku
79. 1979 Santurtzi
80. 1980 Kaiku
81. 1981 Kaiku
82. 1982 Kaiku
83. 1983 Orio (Orio Arraun Elkartea)
84. 1984 Zumaia
85. 1985 Santurtzi
86. 1986 Pasai Donibane
87. 1987 Zumaia
88. 1988 Pasai Donibane
89. 1989 Pasai San Pedro
90. 1990 Pasai Donibane
91. 1991 Pasai San Pedro
92. 1992 Orio (Orio Arraun Elkartea)
93. 1993 Pasai San Pedro
94. 1994 Pasai San Pedro
95. 1995 Pasai Donibane (Donibaneko)
96. 1996 Orio (Orio Arraun Elkartea)
97. 1997 Orio (Orio Arraun Elkartea)
98. 1998 Orio (Orio Arraun Elkartea)
99. 1999 Pasai Donibane (Koxtape)
100. 2000 Orio (Orio Arraun Elkartea)

### XXIesiècle
1. 2001 Castro Urdiales
2. 2002 Castro Urdiales
3. 2003 Astillero
4. 2004 Astillero
5. 2005 Hondarribia
6. 2006 Castro Urdiales
7. 2007 Orio (Orio Arraun Elkartea)
8. 2008 Castro Urdiales
9. 2009 Kaiku
10. 2010 Urdaibai
11. 2011 Urdaibai
12. 2012 Kaiku
13. 2013 Hondarribia
14. 2014 Urdaibai
15. 2015 Urdaibai
16. 2016 Urdaibai
17. 2017 Orio (Orio Arraun Elkartea)
18. 2018 Hondarribia
19. 2019 Hondarribia
20. 2020 Hondarribia